# Sävastnäs
Sävastnäs är en bebyggelse vid östra stranden av Luleälven, söder om Sävast i Bodens kommun. Bebyggelsen har sedan 2005 av SCB klassats som en småort.
| Befolkningsutvecklingen i Sävastnäs 2005–2015                            | Befolkningsutvecklingen i Sävastnäs 2005–2015 | Befolkningsutvecklingen i Sävastnäs 2005–2015 | Befolkningsutvecklingen i Sävastnäs 2005–2015 | Befolkningsutvecklingen i Sävastnäs 2005–2015 |
| ------------------------------------------------------------------------ | --------------------------------------------- | --------------------------------------------- | --------------------------------------------- | --------------------------------------------- |
|                                                                          |                                               |                                               |                                               |                                               |
| År                                                                       |                                               |                                               | Folkmängd                                     | Areal (ha)                                    |
| 2005                                                                     | 2005                                          |                                               | 59                                            | 22#                                           |
| 2010                                                                     | 2010                                          |                                               | 65                                            | 22#                                           |
| 2015                                                                     | 2015                                          |                                               | 68                                            | 35#                                           |
| Anm.: 2005 och 2010 stavades småortens namn som Sävstanäs. # Som småort. |                                               |                                               |                                               |                                               |